# Preston (Minnesota)
Preston és una població dels Estats Units a l'estat de Minnesota. Segons el cens del 2000 tenia 1.426 habitants.

## Demografia
Segons el cens del 2000, Preston tenia 1.426 habitants, 583 habitatges, i 374 famílies. La densitat de població era de 234,3 habitants per km².
Dels 583 habitatges en un 28,8% hi vivien nens de menys de 18 anys, en un 54,9% hi vivien parelles casades, en un 6,2% dones solteres, i en un 35,8% no eren unitats familiars. En el 32,9% dels habitatges hi vivien persones soles el 15,8% de les quals corresponia a persones de 65 anys o més que vivien soles. El nombre mitjà de persones vivint en cada habitatge era de 2,28 i el nombre mitjà de persones que vivien en cada família era de 2,89.
Per edats la població es repartia de la següent manera: un 23,5% tenia menys de 18 anys, un 5,3% entre 18 i 24, un 26,2% entre 25 i 44, un 20,8% de 45 a 60 i un 24,2% 65 anys o més.
L'edat mediana era de 42 anys. Per cada 100 dones de 18 o més anys hi havia 97,6 homes.
La renda mediana per habitatge era de 37.016 $ i la renda mediana per família de 50.234 $. Els homes tenien una renda mediana de 30.463 $ mentre que les dones 21.520 $. La renda per capita de la població era de 18.578 $. Entorn del 4,3% de les famílies i el 8,3% de la població estaven per davall del llindar de pobresa.

## Poblacions més properes
El següent diagrama mostra les poblacions més properes.